# The Narrow Valley
The Narrow Valley è un film muto del 1921 diretto da Cecil M. Hepworth.

## Trama
La domestica di un mercante di stoffe sposa il figlio di un bracconiere. Il comitato di vigilanza del paese cerca di espellerla dalla comunità.

## Produzione
Il film fu prodotto dalla Hepworth.

## Distribuzione
Distribuito dalla Hepworth, il film uscì nelle sale cinematografiche britanniche nel giugno 1921.
Si pensa che sia andato distrutto nel 1924 insieme a gran parte degli altri film della Hepworth. Il produttore, in gravissime difficoltà finanziarie, pensò in questo modo di poter almeno recuperare l'argento dal nitrato delle pellicole.